# Природно-заповідний фонд Черкаської області

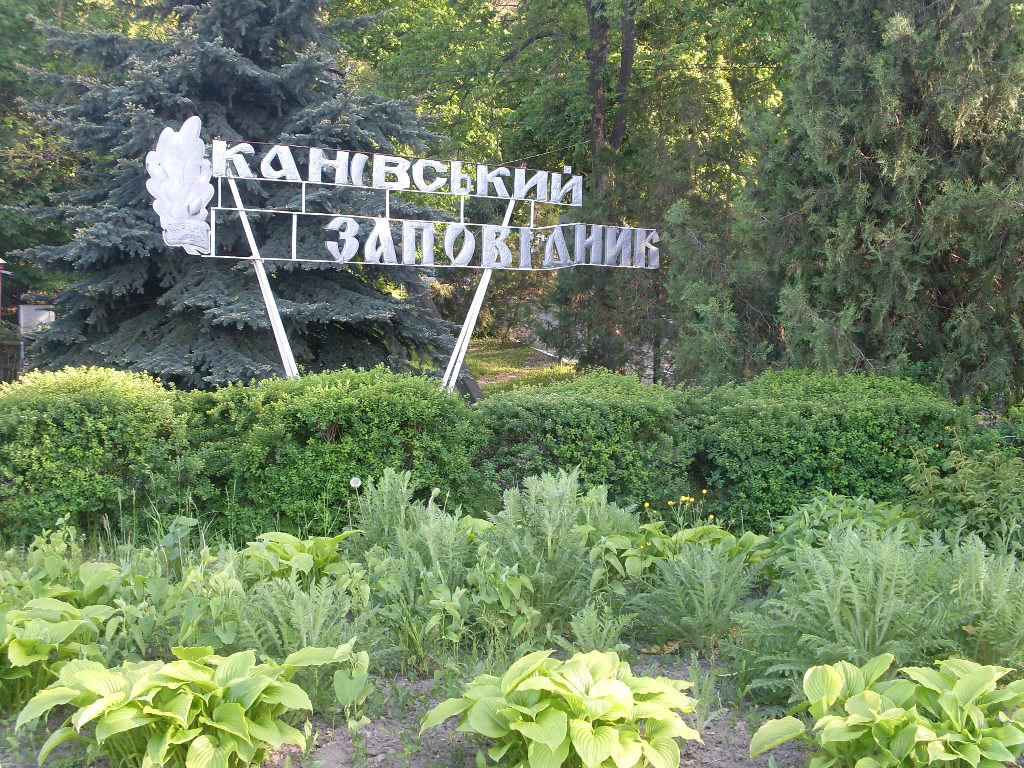
Канівський природний заповідник — найстаріший заповідник Черкащини

Природно-заповідний фонд Черкаської області нараховує 598 природних комплекси та об'єкти (станом на 01.01.2025), котрі виділені з метою збереження природного різноманіття ландшафтів, генофонду тваринного і рослинного світу, підтримання загального екологічного балансу регіону.

## Загальна характеристика
Площа заповідних об'єктів станом на 01.01.2025 становить 70,4 тис. га, що дорівнює 3,4 % загальної площі території області (показник заповідності). Для порівняння, середній показник заповідності в сусідніх областях становить: у Полтавській — 4,1 %, Київській — 2,8 %, Кіровоградській — 1,4 %, Вінницькій — 1,02 %; в Україні — 6,82 %, в Європі 12—15 %.
Протягом 2005−2010 рр. площу природно-заповідного фонду області збільшено на 21 730,2 га, кількість об'єктів — на 67 (4 скасовано), показник заповідності — на 1,04 %.
У 2022 році створено Національний природний парк «Холодний Яр» площею 6 833 га, а також 7 об'єктів місцевого значення.
У 2023 році створено 10 нових об'єктів ПЗФ місцевого значення загальною площею 92,2634 га.
Упродовж 2024 року створено 8 нових об'єктів ПЗФ місцевого значення загальною площею 122,894 га.
Розподіл об'єктів та територій природно-заповідного фонду в межах адміністративних районів області є вкрай нерівномірним. Дана ситуація зумовлена в першу чергу значною розорюваністю земель. Зокрема, площа сільськогосподарських угідь області становить 1 454 800 га (70 % загальної площі області — 2 091 668 га), з яких ріллі — 1 273 600 га (88 % площі сільськогосподарських угідь). Відсоток розорюваності для більшості районів коливається від 62 % до 80 %. Лише два райони області мають вищий від середнього по Україні показник заповідності (Золотоніський, Канівський райони) та 1 — наближений до нього (Чорнобаївський район). Велика площа об'єктів природно-заповідного фонду у Канівському районі існує за рахунок Канівського природного заповідника, Національного природного парку «Білоозерський», Регіонального ландшафтного парку «Трахтемирів». У Золотоніському районі — за рахунок орнітологічного заказника «Липівський», ботанічного заказника «Пташині острови». Три райони мають показник від 3 до 7 % (Чорнобаївський, Корсунь-Шевченківський, Черкаський), чотири — від 1 до 3 % (Маньківський, Монастирищенський, Смілянський, Чигиринський), десять — найнижчий — до 1 % (Городищенський, Драбівський, Звенигородський, Кам'янський, Катеринопільський, Лисянський, Тальнівський, Уманський, Христинівський та Шполянський.

## Значення для формування екомережі України
Природно-заповідний фонд Черкаської області є важливою складовою екологічної мережі України. Він забезпечує підтримання Галицько-Слобожанського (лісостепового) широтного екокоридору та Дніпровського меридіонального екокоридору.

## Характеристика природно-заповідного фонду області
Серед об'єктів природно-заповідного фонду області 23 — загальнодержавного та 575 — місцевого значення.
Об'єкти загальнодержавного значення:
- Канівський природний заповідник найстаріший (створений у 1923 р.) та найбільший (площа 2027  га) об'єкт ПЗФ області.
- Національні природні парки:

Національний природний парк «Холодний Яр» площею 6 833,5071 га створений згідно з указом Президента України 1 січня 2022 року;
Національний природний парк «Білоозерський» площею 7014,44 га створений згідно з указом Президента України 11 грудня 2009 року на території Переяслав-Хмельницького району Київської області та Канівського району Черкаської області;
Нижньосульський національний природний парк площею 18635,11 га створений згідно з указом Президента України 11 грудня 2009 року на території Глобинського, Оржицького та Семенівського районів Полтавської області та Чорнобаївського району Черкаської області.
- Національний дендрологічний парк «Софіївка» — пам'ятник краєвидного типу світового садово-паркового мистецтва кінця XVIII — першої половини XIX століть, де зростає понад 2000 видів дерев і кущів.
- Черкаський зоологічний парк заснований 1 травня 1979 року. На площі 4,5 га утримується колекція тварин, що нараховує 200 видів, що становить 500 особин.

А також заказники та заповідні урочища:
- Атаманський парк
- Урочище Бурти
- Закревський Бір
- Козацький Вал
- Липівський орнітологічний заказник
- Мошенська Діброва
- Русько-Полянський ботанічний заказник
- Сулинський ландшафтний заказник
- Тарасів Обрій
- Холодний Яр
- Шуляцьке Болото
- Урочище Школа
- Святе Озеро
- Горіхове Озеро.

Інші великі об'єкти місцевого значення:
- Регіональний ландшафтний парк «Трахтемирів» розташований на території Канівського району Черкаської області та Миронівського району Київської області. Має площу 5562,5 га, створений без вилучення земель.
- Осокінські острови — загальнозоологічний заказник площею 3500 га,
- Південне Таганчанське — заповідне урочище площею 1173 га.

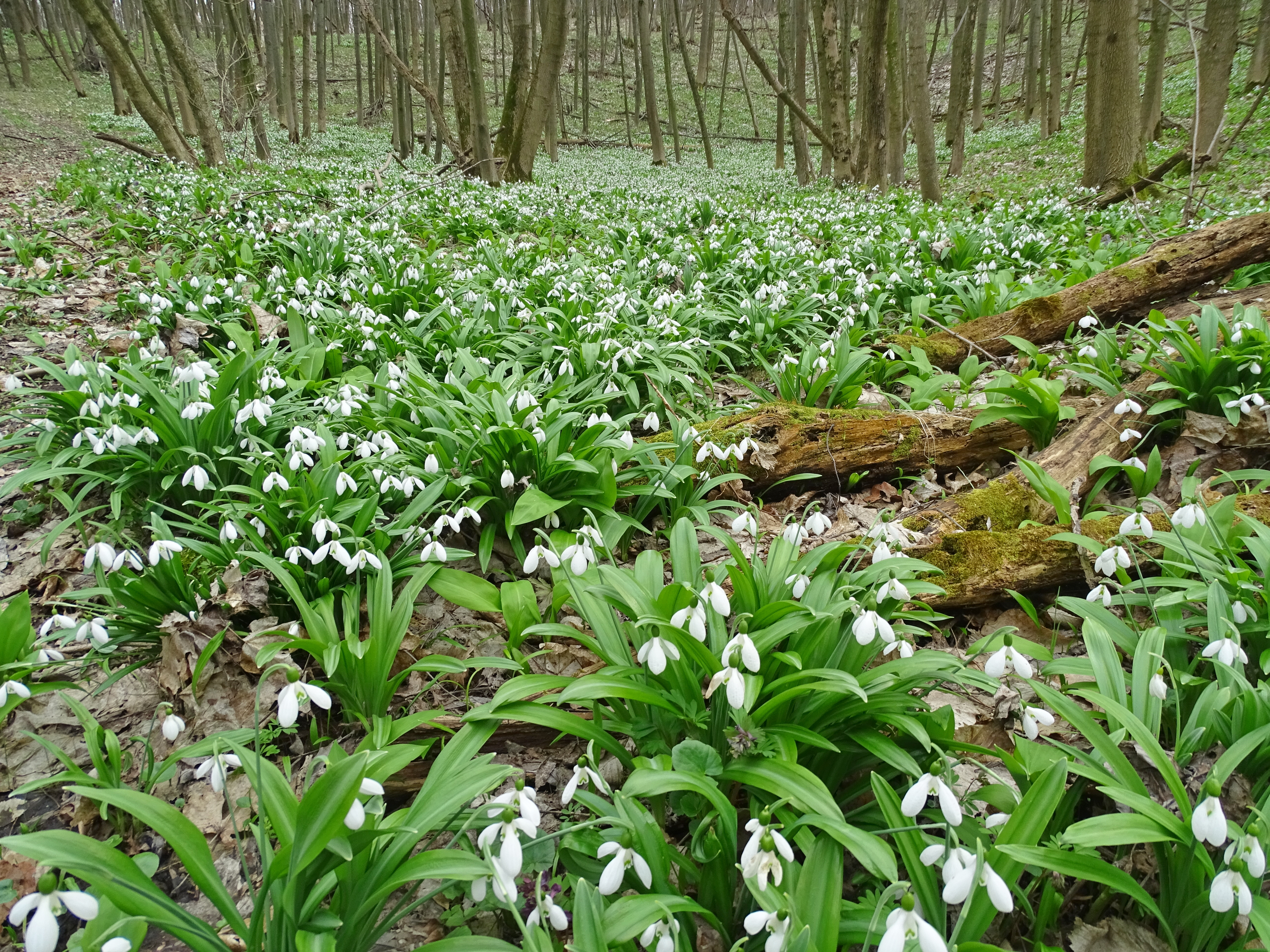
Заказник «Білосніжний» в НПП «Холодний Яр»
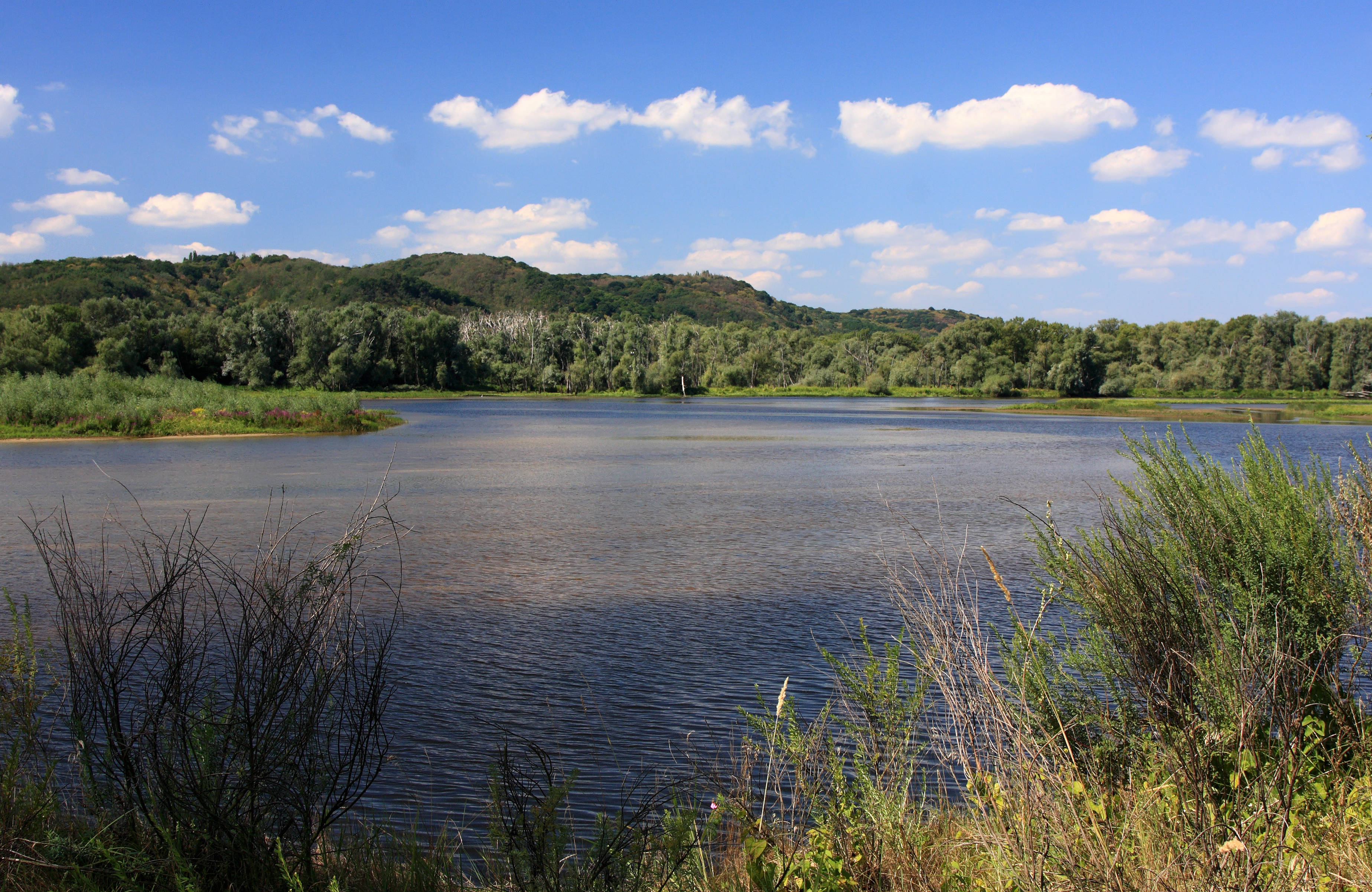
Канівський природний заповідник
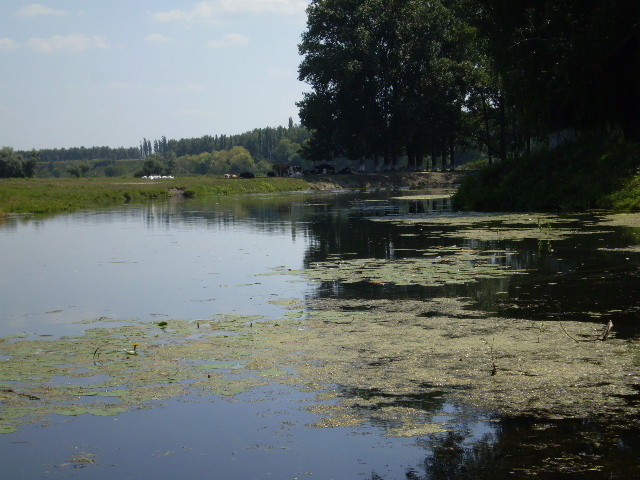
НПП «Білоозерський»
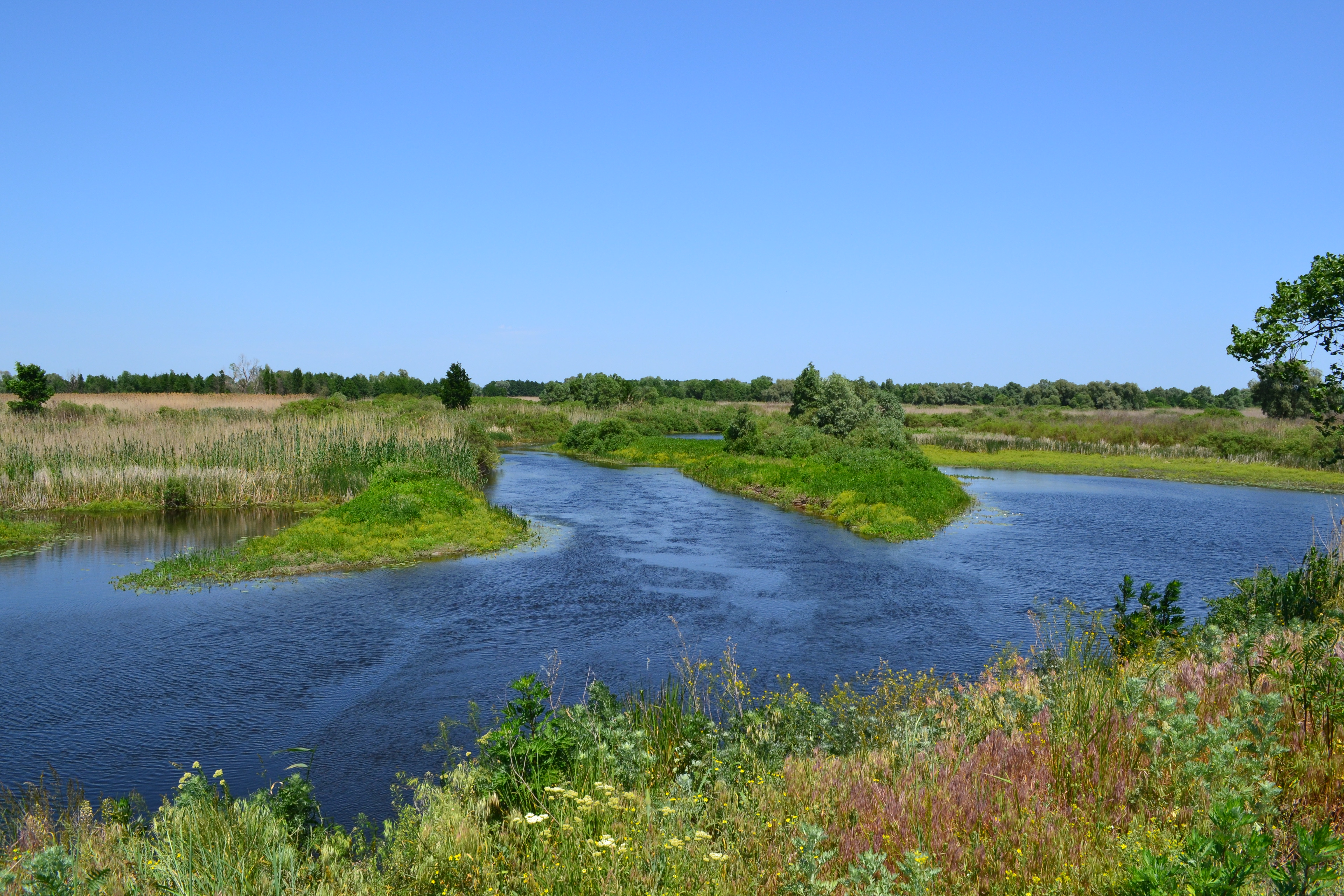
НПП «Нижньосульський»
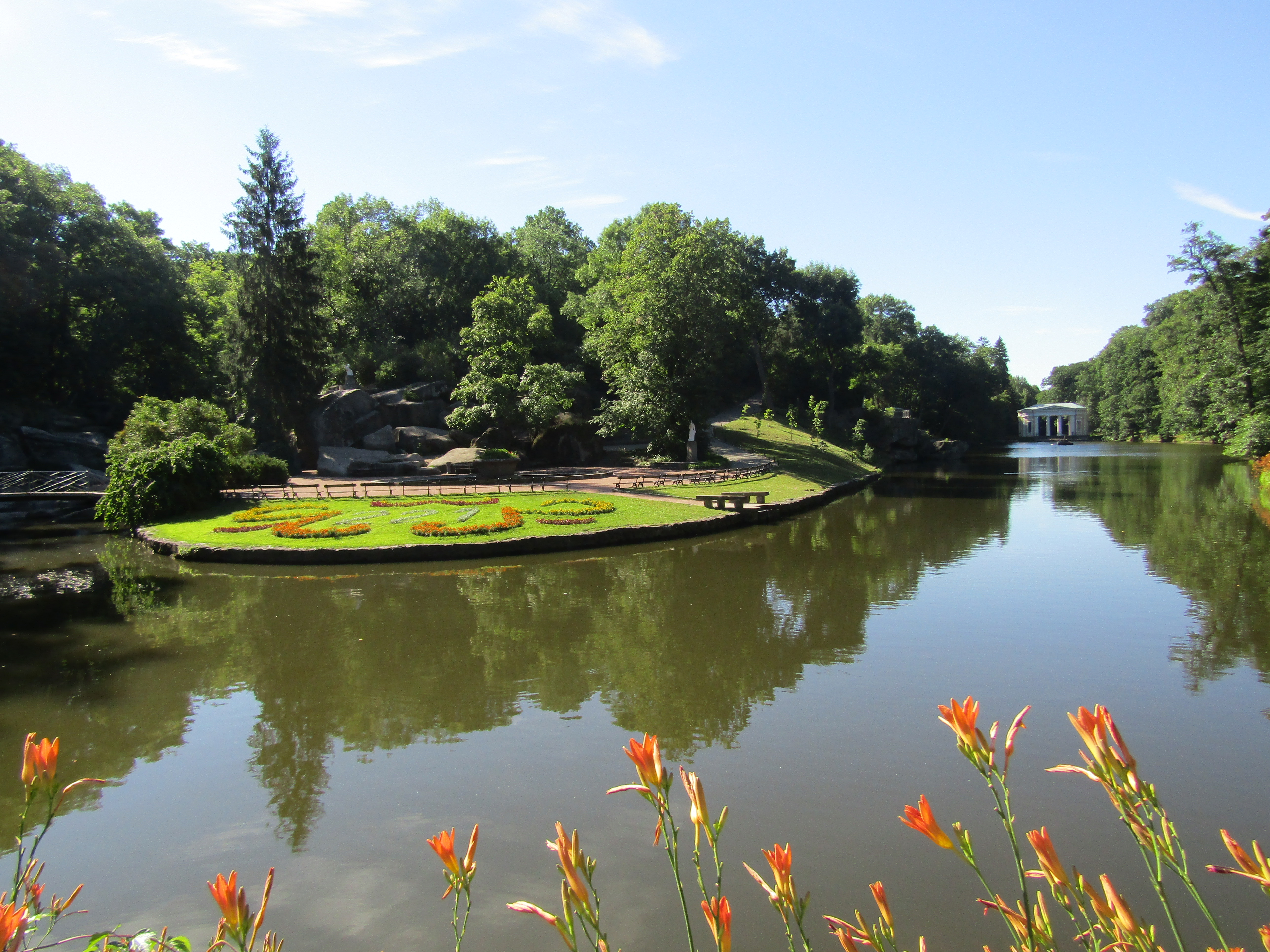
Національний дендрологічний парк «Софіївка»
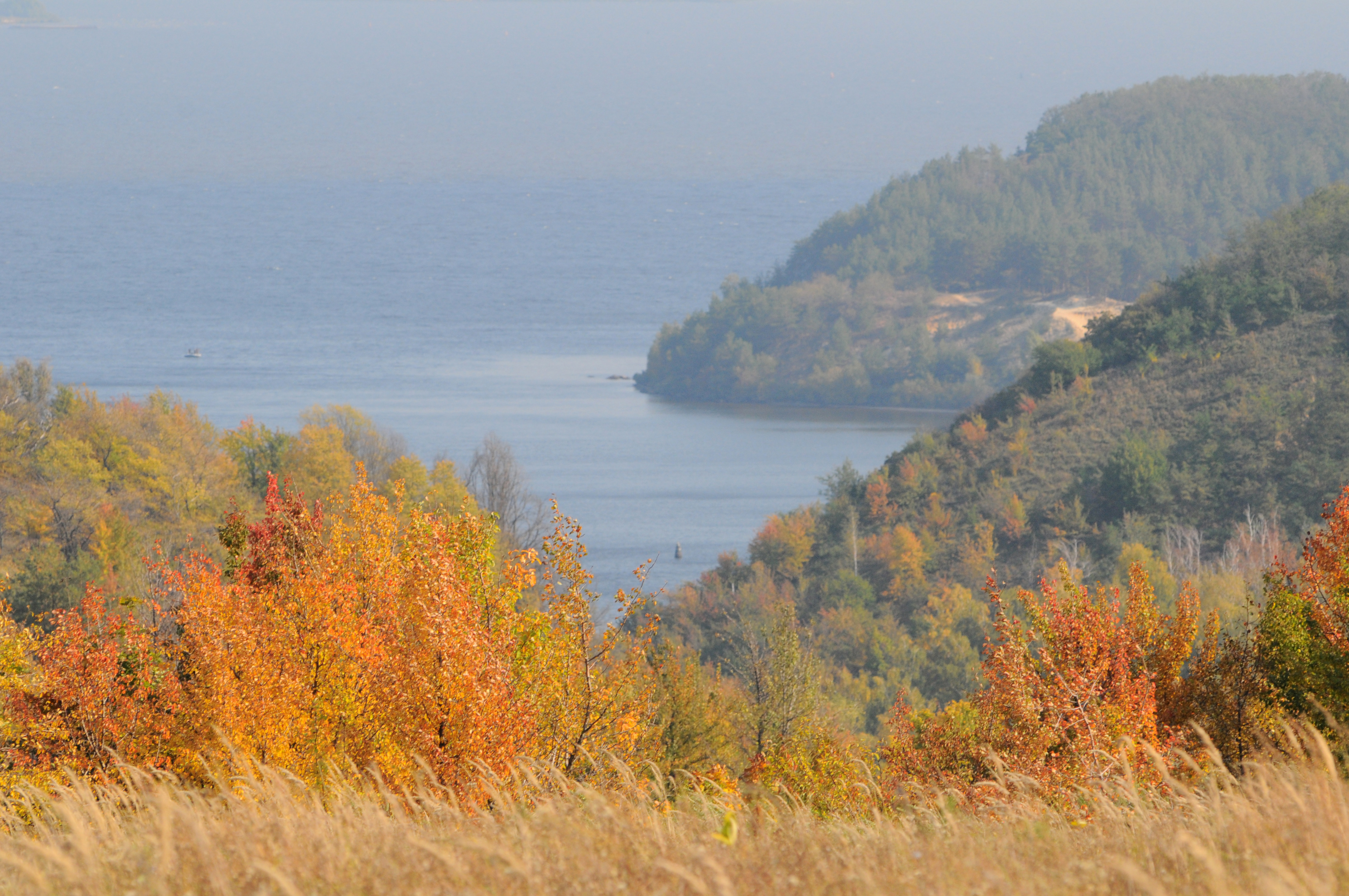
РЛП «Трахтемирів»

## Перспективи розвитку
Загалом на території Черкаської області сформовано загальну мережу природно-заповідного, яка здебільшого охоплює найцінніші природні комплекси або їхні ділянки. Проте ще не всі природні комплекси та об'єкти, які заслуговують на увагу, належать до ПЗФ. Загальнодержавною програмою формування національної екологічної мережі України на 2000—2015 р. та «Національною програмою екологічного оздоровлення Дніпра та поліпшення якості питної води» (1997 р.) у Центральному Лісостеповому Придніпров'ї (в межах Черкаської обл.) передбачається створення національних природних парків, зокрема: «Трахтемирівський» — 10 тис. га (Черкаська та Київська обл.), «Черкаський бір» — 40 тис. га (Черкаська обл.), «Середньодніпровський» — 300 тис. га (Черкаська та Кіровоградська обл.); розширення територій Канівського природного заповідника (довести площу до 5858,6 га) з присвоєнням йому біосферного статусу; формування п'ятьох регіональних ландшафтних парків: Тимошівський, Рось, Сунківський, Світловодський, Дніпровсько-Тясминський, Шуляцький, Долина Гірського Тікича та інших об'єктів ПЗФ у межах водно-болотяних угідь, лісостепових масивів, головних річок (Дніпро, Тясмин, Синюха, Велика Вись, Чорний Ташлик, Рось, Вільшанка, Гірський Тікич), водосховища, які мають основні площі біоландшафтного розмаїття. Внаслідок цього доведення площі природного-заповідання в межах Черкаської області складатимуть більше 10 %. Згадані об'єкти на сьогодні не створені.